# Минеу
Минеу (рум. Mânău) — село у повіті Марамуреш в Румунії. Адміністративно підпорядковане місту Улмень.
Село розташоване на відстані 403 км на північний захід від Бухареста, 31 км на південний захід від Бая-Маре, 82 км на північ від Клуж-Напоки.

## Населення
За даними перепису населення 2002 року у селі проживали 1126 осіб.
Національний склад населення села:
| Національність | Кількість осіб | Відсоток |
| -------------- | -------------- | -------- |
| угорці         | 646            | 57,4%    |
| румуни         | 480            | 42,6%    |

Рідною мовою назвали:
| Мова      | Кількість осіб | Відсоток |
| --------- | -------------- | -------- |
| угорська  | 646            | 57,4%    |
| румунська | 480            | 42,6%    |